# 26,5-m-Kutter

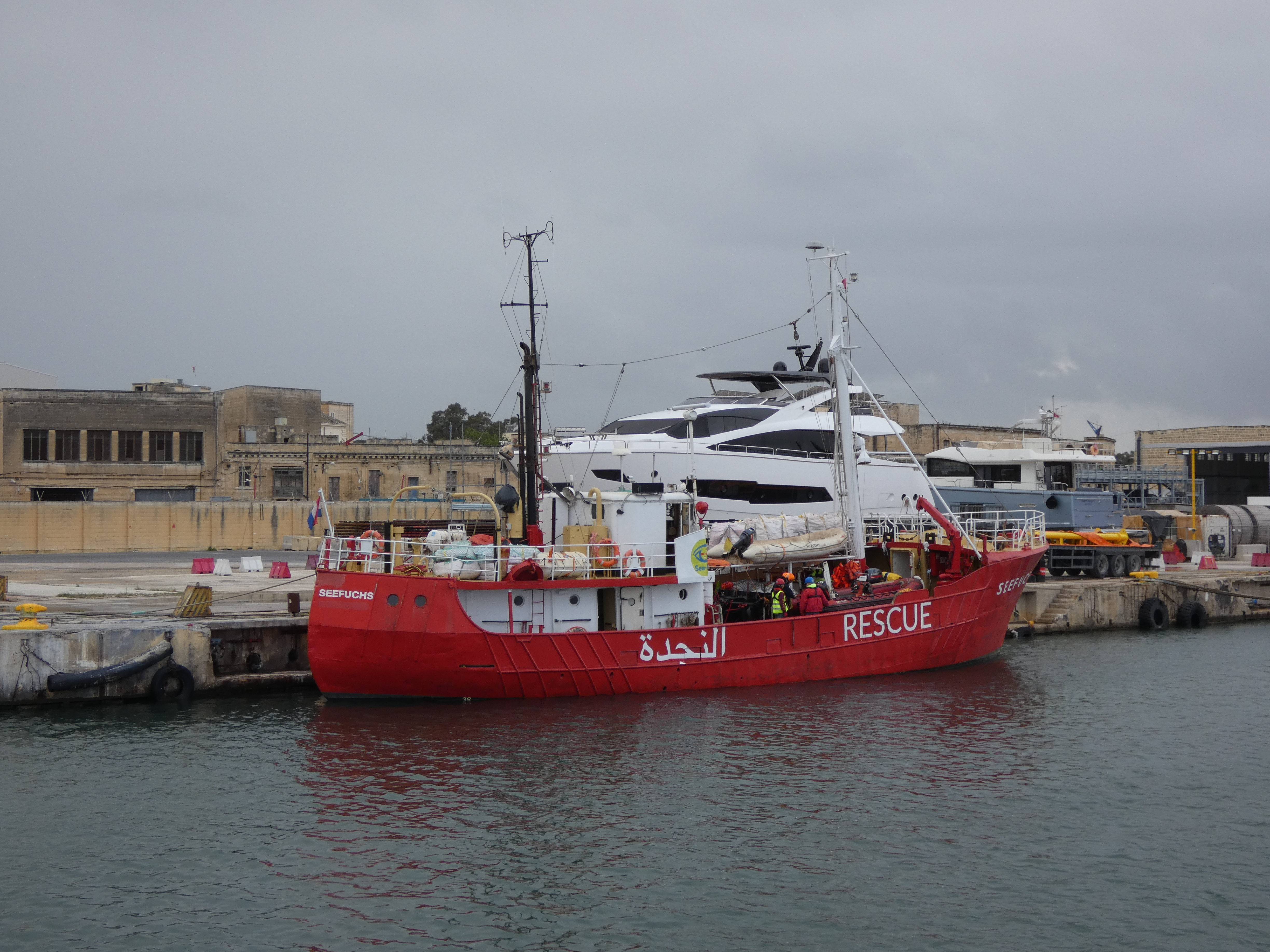
Die Seefuchs, ex. SAS 316 Heringshai, 2018 in Valletta

Der 26,5-m-Kutter war eine Serie von Fischereifahrzeugen des Schiffstyps Kutter, die von 1956 bis 1959 auf der Volkswerft Stralsund und der Elbewerft Boizenburg in einer Gesamtzahl von 50 Stück für die Fischerei in Ostsee und Nordsee gefertigt wurde.

## Einsatz
Die Kutter waren für den Einsatz in der Hochseefischerei der DDR in Ostsee und Nordsee (Mai bis August) bestimmt.
Der gefangene Fisch wurde auf dem Schiff manuell bearbeitet und durch eine Kühlanlage unter Beimengung von Eis an Bord gelagert.
Gefischt wurde einzeln oder mit je zwei Kuttern in einer Tuckpartie mit einem gemeinsam gezogenen Netz. Ab 1965, mit dem Einsatz der Kühlschiffe SAS 501 Stubnitz und SAS 502 Granitz wurden die Kutter auch in der Flottillenfischerei verwendet.

## Technische Daten und Ausstattung
Bei einer Länge über alles (siehe Schiffsmaße) von 26,65 Meter, einer Breite auf Spanten von 6,70 Meter und einer Seitenhöhe von 3,65 Meter hatte das Schiff einen Tiefgang von drei Meter. Die Tragfähigkeit betrug 84 Tonnen.
Angetrieben wurde der Kutter von einem 184 kW leistenden Motor (Typ R6 DV136). Die Dienstgeschwindigkeit betrug 9,5 Knoten.
Die Aktionsweite der Kutter, der durch die Back gut seetüchtig war, betrug 5000 Seemeilen, die Aktionsdauer des Schiffs mit seiner acht Mann umfassenden Besatzung lag bei 22 Tagen. Die Jahresfangleistung wurde stetig gesteigert, sie lag mit SAS 270 bei mehr als 400 Tonnen Fisch, im Jahr 1959 bei SAS 271 über 500 Tonnen; bei Heringen wurden auch Jahresfangleistungen über 1.000 Tonnen erreicht.
Erstmals war die Besatzung (hier: acht Mann) zusammen im Aufbau untergebracht; bis dato lebten die Matrosen von Fischkuttern meist an Bord in einem Verschlag vor dem Mast am Bug.
Der Seitenfänger besaß zwei Masten, Poopdeck, Back und hintenliegenden Decksaufbau. Die Kurrleinenwinde hatte zwei Spillköpfe und zwei Seiltrommeln, die jeweils 700 Meter Kurrleine mit einem Durchmesser von 14 Millimetern aufnehmen konnten. In den Jahren 1970 bis 1974 wurden die Kutter mit Netztrommelwinden mit 2 m³ Speicherkapazität und einem hydraulischen, mit der Hauptmaschine gekoppeltes Getriebe, ausgestattet. Die Fischer nannten diese, die eine enorme Arbeitserleichterung darstellten und für sie im Vergleich zu den vorherigen Winden leicht zu bedienen waren, Oma.

## Auftraggeber
Auftraggeber war der VEB Hochseefischerei Rostock mit Sitz in Saßnitz.

## Bau und Verwendung
Das Projekt wurde vom Zentralen Schiffbau-Projekt- und Konstruktionsbüro in Berlin-Köpenick entwickelt. Auf Basis der Erfahrungen der Fischer wurde der Schiffstyp ständig weiterentwickelt.
Von den 26,5 Meter langen Kuttern, die als zuverlässig, beständig und unverwüstlich galten, wurden von 1956 bis 1959 insgesamt 50 Stück gebaut. Sie wurden als kombinierte Niet- und Schweißkonstruktion ausgeführt.
Typschiff der Kutter-Serie war SAS 270 Elbe, der Bau dieses Schiff begann am 12. April 1956, Stapellauf war am 16. Juli 1956, Übergabe an die Fischereiflotte am 15. Januar 1957. Die Stralsunder Schiffbau- und Reparaturwerft arbeitete bei diesem Auftrag mit der benachbarten Volkswerft Stralsund zusammen, die bis 1958 insgesamt 20 Schiffskörper fertigte. Letztes in Stralsund gebautes Schiff des Typs war SAS 289 Utsiraloch, das am 19. März 1958 übergeben wurde.
Ab dem 21. Schiff oblag die Produktion der Elbewerft Boizenburg. Erstes Schiff hier war am 27. Oktober 1958 SAS 290 Narwal. Als letztes, 50. Schiff der Serie wurde am 24. Juni 1959 SAS 320 Sternhai übergeben.
Mitte der 1960er Jahre wurden die Schiffe im Rahmen einer Rationalisierungsmaßnahme mit Propellerdüsen ausgestattet, was eine Erhöhung des Pfahlzugs um 40 Prozent und der Schleppleistung um 14 Prozent ermöglichte.
Ab den 1980er Jahren waren die DDR-Kutter zum Fischfang (Heringe, Dorsche, Plattfische und Sprotten) nur noch in der Ostsee eingesetzt; ein großer Teil war zur Fischübernahme von Trawlern vor der Küste Schottlands eingesetzt. Vier der in Boizenburg gefertigten Kutter (SAS 298 Zwergwal, SAS 303 Seewolf, SAS 305 Sattelrobbe und SAS 318 Sägehai) fuhren nach einer Umrüstung im Jahr 1984 bis Beira und waren dort vor der Küste Ostafrikas bis 1990 für die Fischerei der Volksrepublik Mosambik im Einsatz.

## Verbleib (Auswahl)
| Schiff              | Werft                                                         | Ablieferung       | Einsatz und Verbleib |
| ------------------- | ------------------------------------------------------------- | ----------------- | --- |
| SAS 270 Elbe        | Schiffbau- und Reparaturwerft Stralsund/ Volkswerft Stralsund | 15. Januar 1957   | erstes Schiff (Typschiff) der Serie; zunächst im Einsatz für VEB Hochseefischerei Rostock, ab dem Jahr 1994 im Besitz des Saßnitzer Jugendkulturvereins, dort aufgelegt |
| SAS 274 Havel       | Schiffbau- und Reparaturwerft Stralsund/ Volkswerft Stralsund | 11. März 1957     | zunächst im Einsatz für VEB Hochseefischerei Rostock, lag seit 1990 im Saßnitzer Hafen, ab 1995 restauriert und als Museumsschiff genutzt |
| SAS 275 Mulde       | Schiffbau- und Reparaturwerft Stralsund/ Volkswerft Stralsund | 11. März 1957     | zunächst im Einsatz für VEB Hochseefischerei Rostock, ab 1994 in Privatbesitz mit Überfahrt nach Venezuela |
| SAS 280 Aberdeen    | Schiffbau- und Reparaturwerft Stralsund/ Volkswerft Stralsund | 14. Februar 1958  | zunächst im Einsatz für VEB Hochseefischerei Rostock, nach einer Kollision im Fischereihafen Rostock-Marienehe am 12. Januar 1970 schwer beschädigt, zur Verschrottung verkauft nach Dänemark |
| SAS 284 Jütland     | Schiffbau- und Reparaturwerft Stralsund/ Volkswerft Stralsund | 14. Februar 1958  | zunächst im Einsatz für VEB Hochseefischerei Rostock, später im Saßnitzer Hafen als Bordell liegend, spätestens 1997 nicht mehr genutzt |
| SAS 289 Utsiraloch  | Schiffbau- und Reparaturwerft Stralsund/ Volkswerft Stralsund | 19. März 1958     | letztes in Stralsund gebautes Schiff der Serie; zunächst im Einsatz für VEB Hochseefischerei Rostock, verschrottet |
| SAS 304 Ringelrobbe | Elbewerft Boizenburg                                          | 20. Dezember 1958 | zunächst im Einsatz für VEB Hochseefischerei Rostock, am 8. Mai 1974 als Geschenk an die Republik Guinea-Bissau |
| SAS 312 Dornhai     | Elbewerft Boizenburg                                          | 31. März 1959     | im Einsatz für VEB Hochseefischerei Rostock, am 22. Mai 1973 im Drogden nach Kollision mit dem sowjetischen, im Rahmen der Volkswerft-Serie Logger gebauten RI-4428 Koknese (kyrillisch: PИ-4428 „Кокнесе“) gesunken (Position 55°43,3′N, 12°41,5′E), die Besatzung wurde durch SAS 274 Havel gerettet, Schiff wurde geborgen, Instandsetzung in Dänemark, 2009 aus dem Register genommen, im Jahr 2019 in Lubmin verschrottet |
| SAS 316 Heringshai  | Elbewerft Boizenburg                                          | 30. April 1959    | war bis 1991 in der Fischerei im Einsatz, lag von 1993 bis 2014 als Museumsschiff Seefuchs im Museumshafen Greifswald, dann in Stralsund beheimatet. Von 2017 bis 2018 im Mittelmeer für die Organisation Sea-Eye im Einsatz. Wurde im März 2019 an die spanische Organisation Proem Aid verschenkt und soll dort unter dem Namen Life eingesetzt werden                                                                       |
| SAS 319 Riesenhai   | Elbewerft Boizenburg                                          | 31. Mai 1958      | war bis 2003 als Fischereifahrzeug im Einsatz, dann Neuaufbau nach Sicherheitsstandards für Traditionsschiffe, 2012 Umrüstung zum Forschungskutter und umbenannt in Krebs Geo, mit Heimathafen erst in Wismar, dann in Gdynia |
| SAS 320 Sternhai    | Elbewerft Boizenburg                                          | 24. Juni 1959     | letztes Schiff der Serie; war bis 2014 in der Fischerei im Einsatz, von 2015 bis 2018 im Mittelmeer für die Organisation Sea-Eye im Einsatz |

## Ausstellung
An Bord des im Saßnitzer Hafen liegenden 26,5-m-Kutters Havel, das dort als Museumsschiff genutzt wird, war von August bis Oktober 2024 eine Audiosammlung mit Berichten von Fischern, die auf den Kuttern der Serie gefahren sind, zu hören.